# Гвоздавська сільська рада (Любашівський район)
Гвозда́вська сільська́ ра́да — колишня адміністративно-територіальна одиниця та орган місцевого самоврядування в Любашівському районі Одеської області. Адміністративний центр — село Гвоздавка Друга.

## Загальні відомості
- Територія ради: 107,082 км²
- Населення ради: 3 502 особи (станом на 2001 рік)
- Територією ради протікає річка Кодима

## Населені пункти
Сільській раді були підпорядковані населені пункти:
- с. Гвоздавка Друга
- с. Василівка
- с. Володимирівка
- с. Гвоздавка Перша
- с. Солтанівка
- с. Чабанівка
- с. Шликареве

## Населення
Згідно з переписом УРСР 1989 року чисельність наявного населення сільської ради становила 3905 осіб, з яких 1699 чоловіків та 2206 жінок.
За переписом населення України 2001 року в сільській раді мешкали 3502 особи.

### Мова
Розподіл населення за рідною мовою за даними перепису 2001 року:
| Мова       | Відсоток |
| ---------- | -------- |
| українська | 95,29 %  |
| молдовська | 3,37 %   |
| російська  | 1,31 %   |
| гагаузька  | 0,03 %   |

## Склад ради
Рада складалася з 20 депутатів та голови.
- Голова ради:
- Секретар ради: Джугір Олена Семенівна

### Керівний склад попередніх скликань
| Прізвище, ім'я, по батькові  | Основні відомості                                                 | Дата обрання | Дата звільнення |
| ---------------------------- | ----------------------------------------------------------------- | ------------ | --------------- |
| Крижановська Віра Олексіївна | Сільський голова, 1959 року народження, освіта вища, позапартійна | 26.03.2006   | 31.10.2010      |
| Крижановська Віра Олексіївна | Сільський голова, 1959 року народження, освіта вища, позапартійна | 31.10.2010   | 22.04.2014      |

Примітка: таблиця складена за даними сайту Верховної Ради України

### Депутати
За результатами місцевих виборів 2010 року депутатами ради стали:

#### За суб'єктами висування
| Суб'єкт висування                                       | Кількість обраних депутатів | %  |
| ------------------------------------------------------- | --------------------------- | -- |
| Народна партія                                          | 9                           | 45 |
| Партія регіонів                                         | 4                           | 20 |
| Самовисування                                           | 4                           | 20 |
| Політична партія Всеукраїнське об'єднання «Батьківщина» | 3                           | 15 |

#### За округами
| № округу                                                | Прізвище, ім'я, по батькові     | Дата визнання обраним | Освіта             | Партійна приналежність | Відомості про обраного депутата                                 |
| ------------------------------------------------------- | ------------------------------- | --------------------- | ------------------ | ---------------------- | --------------------------------------------------------------- |
| Народна Партія                                          |                                 |                       |                    |                        |                                                                 |
| 1                                                       | Лукіяненко Людмила Вікторівна   | 03.11.2010            | середня спеціальна | член Народної партії   | тимчасово не працює                                             |
| 2                                                       | Ремовський Микола Борисович     | 03.11.2010            | середня спеціальна | член Народної партії   | фермерське господарства «Струмок», завідувач пилорами           |
| 3                                                       | Олексійчук Наталя Сергіївна     | 03.11.2010            | вища               | член Народної партії   | Гвоздавська сільська рада, бухгалтер                            |
| 7                                                       | Каруш Василь Павлович           | 03.11.2010            | середня спеціальна | член Народної партії   | фермерське господарство «Гранат», заступник директора           |
| 9                                                       | Єпур Михайло Михайлович         | 03.11.2010            | вища               | член Народної партії   | ТОВ «Прометей-Парт», майстер по будівництву газопроводу         |
| 15                                                      | Колесніченко Вадим Миколайович  | 03.11.2010            | вища               | член Народної партії   | ВАТ «Заплазьке ХПП», головний інженер                           |
| 18                                                      | Кучерина Микола Опанасович      | 03.11.2010            | вища               | позапартійний          | Любашівська ветдільниця, інспектор ветеринарної медицини        |
| 19                                                      | Іваненко Леонід Якович          | 03.11.2010            | середня спеціальна | позапартійний          | ТОВ «Зеленогірське», різноробочий                               |
| 20                                                      | Гордуз Анатолій Павлович        | 03.11.2010            | вища               | член Народної партії   | фермерське господарство «Руно», голова                          |
| Партія регіонів                                         |                                 |                       |                    |                        |                                                                 |
| 4                                                       | Джугір Олена Семенівна          | 03.11.2010            | незакінчена вища   | позапартійна           | Гвоздавська сільська рада, секретар                             |
| 12                                                      | Швець Вадим Віталійович         | 03.11.2010            | середня спеціальна | член Партії регіонів   | тимчасово не працює                                             |
| 16                                                      | Загребельний Василь Васильович  | 03.11.2010            | середня спеціальна | член Партії регіонів   | ВАТ «Заплазьке ХПП», майстер                                    |
| 17                                                      | Митрофанський Петро Платонович  | 03.11.2010            | середня спеціальна | член Партії регіонів   | пенсіонер                                                       |
| Політична партія Всеукраїнське об'єднання «Батьківщина» |                                 |                       |                    |                        |                                                                 |
| 11                                                      | Бельчуг Олена Іванівна          | 03.11.2010            | середня спеціальна | позапартійна           | приватний підприємець                                           |
| 13                                                      | Єпур Ігор Васильович            | 03.11.2010            | середня спеціальна | позапартійний          | ВАТ «Заплазьке ХПП», начальник поточної лінії                   |
| 14                                                      | Сербін Сергій Володимирович     | 03.11.2010            | середня спеціальна | позапартійний          | фермерське господарство «Гранат», водій                         |
| Самовисування                                           |                                 |                       |                    |                        |                                                                 |
| 5                                                       | Савранчук Олексій Олександрович | 03.11.2010            | вища               | позапартійний          | Гвоздавська загальноосвітня школа І-ІІІ ст., директор           |
| 6                                                       | Беженар Валерій Олексійович     | 03.11.2010            | середня спеціальна | позапартійний          | приватний підприємець                                           |
| 8                                                       | Лукіяненко Тетяна Олексіївна    | 03.11.2010            | середня спеціальна | позапартійна           | Гвоздавська сільська рада, начальник військово-облікового столу |
| 10                                                      | Буйвол Вікторія Михайлівна      | 03.11.2010            | вища               | позапартійна           | Гвоздавська загальноосвітня школа І-ІІІ ст., вчитель            |